# Tomáš Rigo
Tomáš Rigo (Poprad, 3 de julio de 2002) es un futbolista eslovaco que juega en la demarcación de centrocampista para el FC Baník Ostrava  de la Liga de Fútbol de la República Checa.

## Selección nacional
Tras jugar con las categorías inferiores de la selección, finalmente el 7 de junio de 2024 hizo su debut con la selección de Eslovaquia en un partido amistoso contra San Marino que finalizó con un resultado de 4-0 a favor del combinado eslovaco tras los goles de Tomáš Suslov, Lukáš Haraslín, Dávid Strelec y del proipo Rigo.

### Participaciones en Eurocopas
| Copa          | Sede     | Resultado        | Partidos | Goles |
| ------------- | -------- | ---------------- | -------- | ----- |
| Eurocopa 2024 | Alemania | Octavos de final | 0        | 0     |

### Goles internacionales
| # | Fecha              | Estadio                                         | Oponente   | Gol | Resultado | Competición |
| - | ------------------ | ----------------------------------------------- | ---------- | --- | --------- | ----------- |
| 1 | 5 de junio de 2024 | Wiener Neustadt Arena, Wiener Neustadt, Austria | San Marino | 1–0 | 5-0       | Amistoso    |

## Clubes
| Club                                | País            | Año       | Partidos | Goles |
| ----------------------------------- | --------------- | --------- | -------- | ----- |
| SK Slavia Praga B                   | República Checa | 2020      | 5        | 0     |
| SK Slavia Praga                     | República Checa | 2020-2021 | 3        | 0     |
| FC Sellier & Bellot Vlašim (cedido) | República Checa | 2021-2023 | 64       | 13    |
| FC Baník Ostrava                    | República Checa | 2023-     | 71       | 6     |